# Mr. Collipark
Michael Crooms, más conocido como Mr. Collipark (en ocasiones como DJ Smurf), es un productor norteamericano de Hip-Hop nacido el 5 de octubre de 1972. Es el fundador de su propia discográfica, Collipark Music.

## Biografía
La carrera de Crooms comenzó a finales de los años 70, pero no fue hasta finales de los 90 cuando se hizo notar. Lanzaría la carrera de artistas como Ying Yang Twins, Hurricane Chris o Soulja Boy Tell 'Em.
Crooms ha realizado alguna colaboraciones en canciones que él ha producido; el ya intentó lanzar su carrera de cantante con un álbum lanzó en 1995 bajo el seudónimo de DJ Smurf, pero pasó desapercibido. Luego vinieron tres álbumes más que no tuvieron éxito.
En el año 2007 fue galardonado con el premio al mejor escritor del año. Y en 2008 fue nominado a un Grammy.
En los años recientes ha retomado su carrera como cantante lanzando al mercado un par de mixtapes.

## Discografía

### LP
| Año  | Álbum | Posición | Posición |
| Año  | Álbum | U.S.     | U.S. R&B |
| ---- | --- | -------- | -------- |
| 1995 | Versastyles - Lanzado: 7 de febrero de 1995 - Productora: Wrap Records - Formato: CD, casete                           | —        | 98       |
| 1997 | Collipark Music - Lanzado: 4 de febrero de 1997 - Productora: Benz Records - Formato: CD, casete                       | —        | —        |
| 1998 | Dead Crunk - Lanzado: 2 de junio de 1998 - Productora: Benz Records/Wrap Records/Fortune Records - Formato: CD, casete | —        | —        |
| 1999 | NonStop Booty Shake - Lanzado: 16 de noviembre de 1999 - Productora: Fortune Records - Formato: CD, casete             | —        | —        |

### Mixtapes
- 2011: Can I Have The Club Back Please
- 2014: Can I Have The Club Back Please Vol. 2

## Sencillos

### Propios
| Año  | Canción                   | U.S. Hot 100 | U.S. R&B | U.S. Rap | Álbum       |
| ---- | ------------------------- | ------------ | -------- | -------- | ----------- |
| 1995 | "Ooh Lawd (Party People)" | —            | —        | 19       | Versastyles |
| 1998 | "Girls"                   | —            | 56       | 14       | Dead Crunk  |

### En colaboración
| Año  | Título                                                                    | Posiciones | Posiciones | Posiciones | Posiciones | Álbum                            |
| Año  | Título                                                                    | US 100     | US R&B     | US Rap     | UK Singles | Álbum                            |
| ---- | ------------------------------------------------------------------------- | ---------- | ---------- | ---------- | ---------- | -------------------------------- |
| 2005 | "Badd" (Ying Yang Twins featuring Mike Jones & Mr. Collipark)             | 29         | 6          | 6          | -          | U.S.A. (United State of Atlanta) |
| 2006 | "Ms. New Booty" (Bubba Sparxxx featuring Ying Yang Twins & Mr. Collipark) | 7          | 7          | 5          | -          | The Charm                        |